# Oberkasseler Zeitung
Die Oberkasseler Zeitung war eine im Bonner Stadtteil Oberkassel hergestellte lokale bzw. regionale Zeitung. Sie wurde ab 1910 herausgegeben.

## Geschichte
Die erste Ausgabe der Oberkasseler Zeitung erschien 1910 durch einen nicht näher zu identifizierenden Herrn Vogel. Wann Vogel die Zeitung an Eduard Heeg übergab, ist unbekannt, denn die früheste erhaltene Ausgabe ist die Nummer 15 vom 21. Februar 1912. Am 1. April 1918 übernimmt der bisherige Redakteur und Geschäftsführer Johannes Düppen (1881–1952) den Verlag und die Schriftleitung der "Oberkasseler Zeitung" und ihrer Nebenausgabe der "Ober- und Nieder-Dollendorfer Zeitung". Nach 1933 geriet der politisch engagierte Johannes Düppen in Gegensatz zum NS-Regime und die Zeitung unter Druck. Ab Januar 1936 übernahm sein Sohn Wilhelm Düppen (1910–1943) für die Hauptschriftleitung und den Inhalt Verantwortung. Johannes Düppen blieb noch bis April 1937 verantwortlich für Druck, Verlag und den Anzeigenteil. Nach der Einberufung von Wilhelm Düppen zur Wehrmacht ist ab Mai 1940 Johannes Düppen in Vertretung für seinen Sohn tätig. Mit der Ausgabe vom 31. Mai 1941 musste das Erscheinen eingestellt werden, vorgeblich „um Menschen und Material für andere kriegswichtige Zwecke freizumachen“. Gleichzeitig wurde das Verlagsrecht an den Westdeutschen Beobachter verkauft.
Nach dem Krieg erschien in Oberkassel von 1947 bis 1949 das von Düppen herausgegebene „Mitteilungsblatt für die Gemeinden Oberkassel, Ober- und Niederdollendorf und Heisterbacherrott“. Spätestens ab Januar 1950 lautete der Titel wieder „Oberkasseler Zeitung“. Nach dem Tod von Johannes Düppen übernahm dessen Witwe Katharina „Käthe“ Düppen das Geschäft. Ab November 1952 ist als Verantwortliche Gertrud Dickschen-Düppen (1905–1999) genannt, die Tochter des verstorbenen Verlegers. Von Juni 1967 bis zur Einstellung im April 1973 lagen Inhalt, Druck und Verantwortung bei Eduard Jastrzembski (1911–1976) aus Erftstadt-Liblar.

## Nachleben
Ab Mai 1973 gab es nur noch die „Oberkasseler Mitteilungen“ als Teil der „Beueler Nachrichten“. Nach deren Einstellung in den 1980er Jahren gab es mehrfach in Oberkassel Bemühungen, die "Oberkasseler Zeitung" wiederaufleben zu lassen. Von März bis September 1985 erschienen zwölf Ausgaben der „Oberkasseler Zeitung. Informationen der Oberkasseler Vereine im VdO“, herausgegeben vom Verband der Ortsvereine (VdO) unter der Redaktion von Gertrud Dickschen-Düppen. Einen weiteren Versuch startete der Uelpenich-Verlag aus Königswinter-Oberpleis im Juni 1987. Unter dem Titel „Oberkasseler Zeitung. Unabhängige Wochenzeitung für Oberkassel und Umgebung“ verband der Herausgeber F.W. Gladbach die Berichterstattung aus Oberkassel mit der seiner bereits bestehenden „Siebengebirgs-Zeitung“. Für die Redaktion war u. a. Gertrud Dickschen-Düppen verantwortlich. Ende November 1987 stellte Dickschen-Düppen ihre redaktionelle Mitarbeit ein und untersagte die Weiterverwendung des Namens. Ab Dezember 1987 erschien daher die „Siebengebirgs-Zeitung mit Oberkasseler Nachrichten“. Ende 1988 wurde sie eingestellt. Mit dem Einverständnis von Dickschen-Düppen gibt der Verband der Ortsvereine in Oberkassel seit 1991 eine ein- bis zweimal im Jahr erscheinende „Oberkasseler Zeitung“ mit Berichten seiner Mitgliedsvereine heraus.

## Überlieferung
Die Zeitung ist u. a. beim Heimatverein Bonn-Oberkassel überliefert. Sie ist für viele Jahre äußerst lückenhaft. Die Jahrgänge 1910 und 1911 fehlen ganz. Für das Jahr 1912 sind lediglich vier Ausgaben vorhanden, die Jahrgänge 1913 und 1916 fehlen wiederum. Vom Jahrgang 1949 sind neunzehn, von 1950 sind nur sechs, von 1951 lediglich drei Ausgaben überliefert. Weitere Lücken gibt es in den Jahrgängen 1952 und 1953 (zwei Monate). Vereinzelte Ausgaben fehlen auch in den Folgejahren bis zur Einstellung 1973.
Zudem ist keine strikte Trennung zwischen der „Oberkasseler Zeitung“ und der „Ober- und Nieder-Dollendorfer“ bzw. „Dollendorfer Zeitung“ erfolgt. Ob hier lediglich bei unterschiedlichem Titel der gleiche Inhalt enthalten ist, bleibt einer Überprüfung vorbehalten.